# East New Market
East New Market és una població dels Estats Units a l'estat de Maryland. Segons el cens del 2000 tenia 167 habitants.

## Demografia
Segons el cens del 2000, East New Market tenia 167 habitants, 75 habitatges, i 44 famílies. La densitat de població era de 257,9 habitants/km².
Per edats la població es repartia de la següent manera: un 16,2% tenia menys de 18 anys, un 8,4% entre 18 i 24, un 26,9% entre 25 i 44, un 30,5% de 45 a 60 i un 18,0% 65 anys o més.
L'edat mediana era de 44 anys. Per cada 100 dones de 18 o més anys hi havia 94,4 homes.
La renda mediana per habitatge era de 50.417 $ i la renda mediana per família de 56.429 $. Els homes tenien una renda mediana de 36.250 $ mentre que les dones 21.389 $. La renda per capita de la població era de 22.374 $. Cap de les famílies i el 2,3% de la població estaven per davall del llindar de pobresa.

## Poblacions més properes
El següent diagrama mostra les poblacions més properes.